# ファドゥーツ
ファドゥーツ（ドイツ語: Vaduz [faˈdʊʦ]/[vaˈduːʦ] 音声 ファドゥツ、ヴァドゥーツ、高地アレマン語: Vadoz [faˈdot͡s]ファドツ、英語: Vaduz [vɑːˈduːʦ] ヴァードゥーツ、日本政府における公用表記:ファドーツ）は、リヒテンシュタインの首都。
同国中部のライン川上流右岸にあり、スイスとの国境に近い。北緯47度8分、東経9度30分。レティコン山塊の北西麓にある観光の中心地で、美術館のほか16世紀からの城もある。
住民のほとんどがドイツ系アレマン人。人口5,100人（2009年）。隣接するシャーンの方が人口は多い。また、飛び地も多いので領域もまとまっていない。

## 歴史

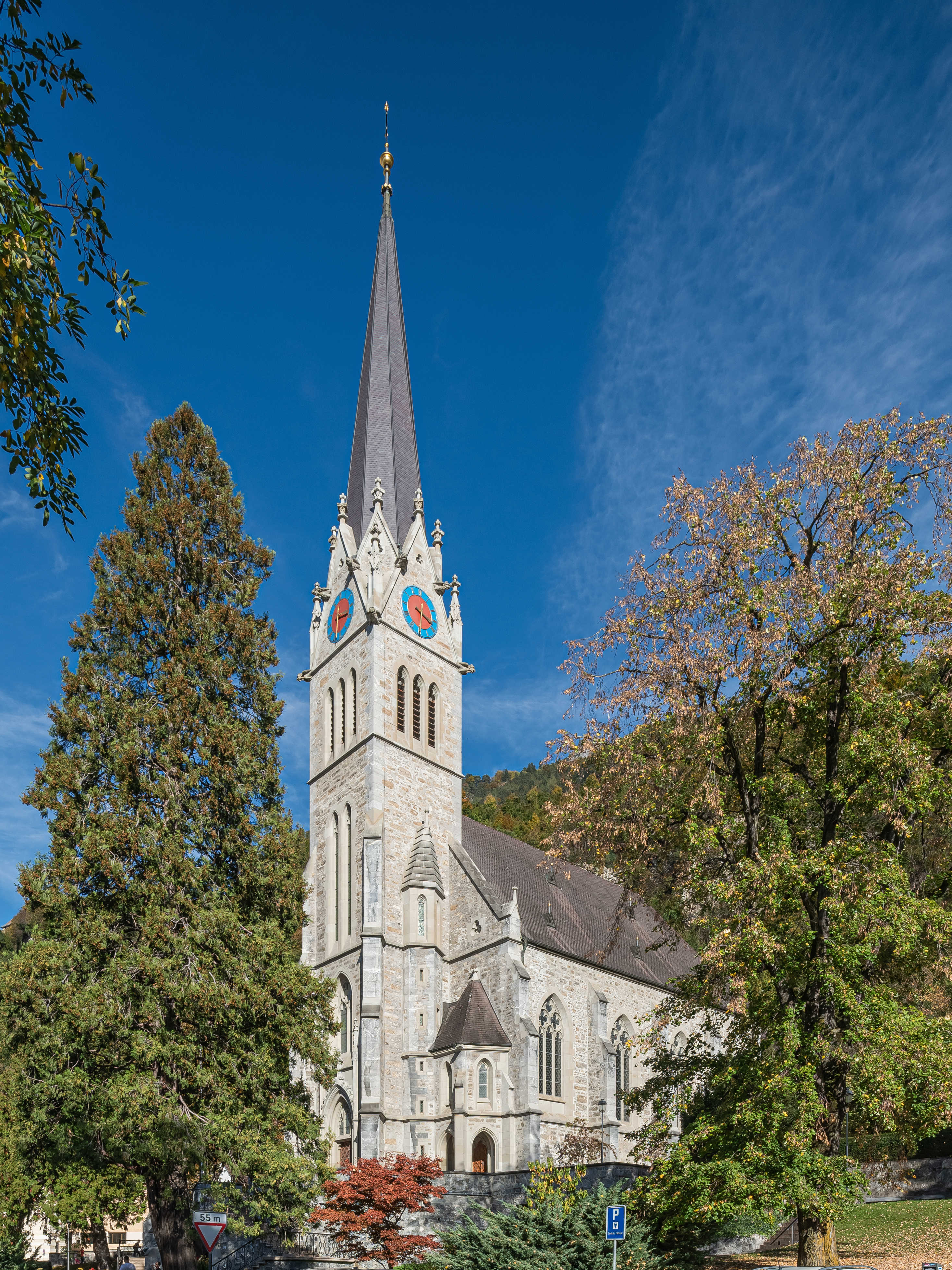
ファドゥーツ大聖堂

13世紀に街が作られた、と言われる。1322年に城が造られたが、1499年にアレマン系のスイス人による略奪が起こった。17世紀に入ると、リヒテンシュタイン家は、帝国議会における議席の条件となる所領を求め、1699年にはシェレンベルク男爵領を、1712年には隣接するファドゥーツ伯領を購入した。この2つの隣接した所領は1719年、ハプスブルク家の神聖ローマ皇帝・カール6世によって神聖ローマ帝国に属する領邦国家に公認され、リヒテンシュタイン侯・アントン・フローリアンにちなんで命名された。1938年、ヨーゼフ2世がファドゥーツの城に移り、ここが公国の首都に定められた。
機械式計算機メーカーのクルタ計算機の製造は、この都市で行われた。

## 旧跡

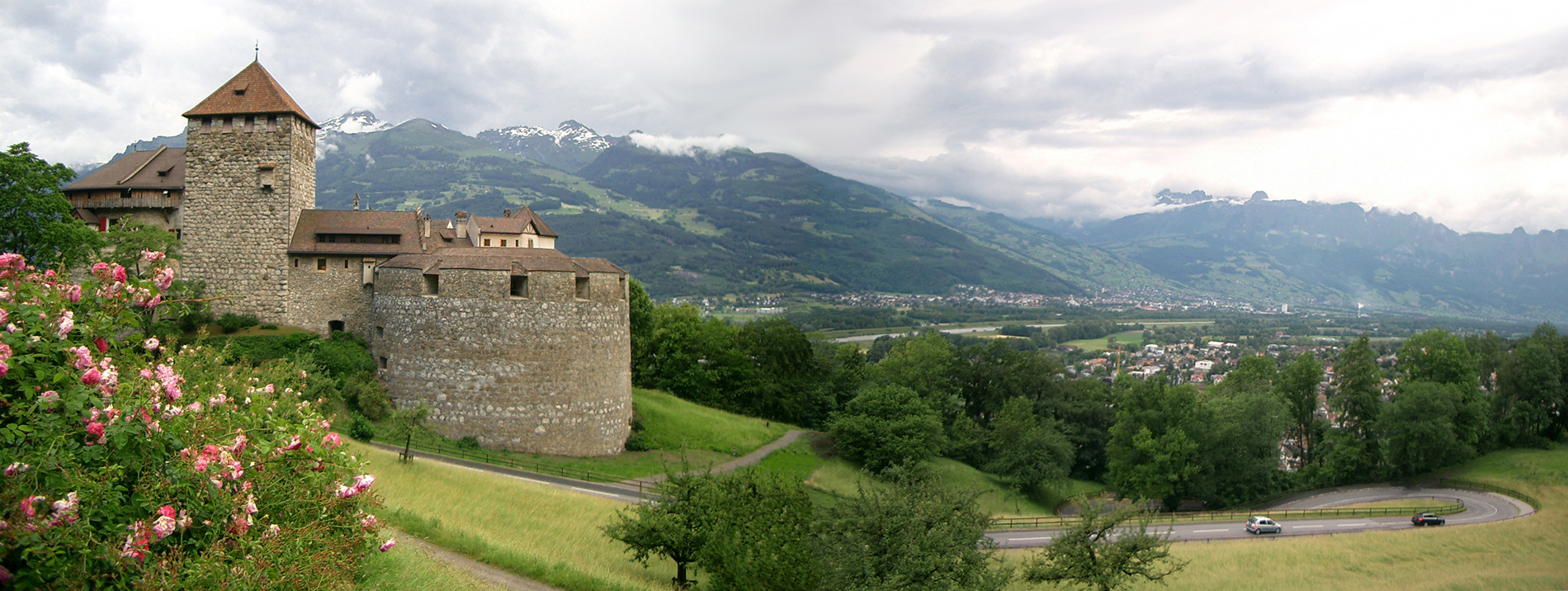
ファドゥーツ城
リヒテンシュタイン公国の元首・リヒテンシュタイン家の居城
ファドゥーツ大聖堂

## 交通
観光都市であり首都でもあるが、市域内に空港や鉄道の駅は無い。従ってバスが主要な公共交通機関であり、オーストリアのフェルトキルヒやスイスのサルガンス（現地の発音は「サルガース」）やブックスへの便がある。
鉄道について、最も近い駅はファドゥーツから一番近いのはスイス領内のゼーフェレン駅である。国内で最も近い駅（シャーン・ファドゥーツ駅）はシャーンにある。

## 教育
市内には国立大学のリヒテンシュタイン大学がある。

## 気候
ケッペンの気候区分によると、ファドゥーツの気候は西岸海洋性気候（Cfb）に属する。
北緯47度の山岳地帯に位置するにもかかわらず、北大西洋海流の影響により、冬季の気温が高い。低緯度である北緯35度から北緯40度に位置する飛騨地方や長野県、東北地方内陸部よりも冬季の日平均気温と平均最低気温が高く、降雪量も少ない。
| ファドゥーツの気候            | ファドゥーツの気候 | ファドゥーツの気候 | ファドゥーツの気候 | ファドゥーツの気候 | ファドゥーツの気候 | ファドゥーツの気候 | ファドゥーツの気候 | ファドゥーツの気候 | ファドゥーツの気候 | ファドゥーツの気候 | ファドゥーツの気候 | ファドゥーツの気候 | ファドゥーツの気候 |
| 月                            | 1月                | 2月                | 3月                | 4月                | 5月                | 6月                | 7月                | 8月                | 9月                | 10月               | 11月               | 12月               | 年                 |
| ----------------------------- | ------------------ | ------------------ | ------------------ | ------------------ | ------------------ | ------------------ | ------------------ | ------------------ | ------------------ | ------------------ | ------------------ | ------------------ | ------------------ |
| 平均最高気温 °C （°F）        | 3.6 (38.5)         | 5.6 (42.1)         | 10.1 (50.2)        | 13.8 (56.8)        | 18.4 (65.1)        | 20.9 (69.6)        | 23 (73)            | 22.3 (72.1)        | 19.5 (67.1)        | 14.7 (58.5)        | 8.5 (47.3)         | 4.4 (39.9)         | 13.7 (56.7)        |
| 日平均気温 °C （°F）          | 0 (32)             | 1.6 (34.9)         | 5.3 (41.5)         | 8.9 (48)           | 13.2 (55.8)        | 15.9 (60.6)        | 17.8 (64)          | 17.2 (63)          | 14.6 (58.3)        | 10.2 (50.4)        | 4.9 (40.8)         | 1 (34)             | 9.2 (48.6)         |
| 平均最低気温 °C （°F）        | −3.5 (25.7)        | −2 (28)            | 1.2 (34.2)         | 4 (39)             | 8 (46)             | 10.9 (51.6)        | 12.7 (54.9)        | 12.6 (54.7)        | 10 (50)            | 5.7 (42.3)         | 1 (34)             | −2.6 (27.3)        | 4.8 (40.6)         |
| 降水量 mm （inch）            | 45 (1.77)          | 44 (1.73)          | 46 (1.81)          | 58 (2.28)          | 84 (3.31)          | 112 (4.41)         | 124 (4.88)         | 127 (5)            | 87 (3.43)          | 55 (2.17)          | 58 (2.28)          | 51 (2.01)          | 891 (35.08)        |
| 平均降水日数                  | 8.4                | 7.5                | 9.2                | 10.9               | 12.7               | 13.4               | 13.2               | 13.4               | 9.4                | 7.3                | 8.6                | 8.5                | 122.5              |
| 出典：MeteoSchweiz 8 May 2009 |                    |                    |                    |                    |                    |                    |                    |                    |                    |                    |                    |                    |                    |

## スポーツ
ファドゥーツを本拠地に置くサッカークラブとしてFCファドゥーツがある。1932年創設。リヒテンシュタインには全国リーグが存在しないため、スイス1部リーグのスーパーリーグに越境して参加している。